# Eragrostis ecarinata
Eragrostis ecarinata là một loài thực vật có hoa trong họ Hòa thảo. Loài này được Lazarides mô tả khoa học đầu tiên năm 1997.